# Jacques Salbert
Jacques Salbert est un historien français né le 20 juillet 1930 à Noyen-sur-Sarthe et mort le 21 août 2021 à Laval.

## Biographie

### Enfance et formation
Il est né en Sarthe le 20 juillet 1930.

### Carrière
Il soutient une thèse de troisième cycle le 24 juin 1972.
Il publie Histoire de Laval et Laval mille ans d’histoire et d’architecture, ainsi que des articles dans la revue l’Oribus.
Il fait partie de la Société d’archéologie et d’histoire de la Mayenne.
Il est professeur d’histoire au lycée Ambroise-Paré. Il devient ensuite professeur à l’école normale d’instituteurs de Laval et a dirigé le Centre départemental de documentation pédagogique de la Mayenne.

### Décès
Il meurt le 21 août 2021.

## Publications
- Jacques Salbert, Les ateliers de retabliers lavallois aux XVIIe et XVIIIe siècles: étude historique et artistique, Klincksieck, 1976 (ISBN 978-2-252-01860-6)